# تايم كرايسس (لعبة فيديو 1995)
تايم كرايسس (بالإنجليزية: Time Crisis)‏، هي لعبة إطلاق النار طورتها ونشرتها نامكو، تم عرض اللعبة على صالة الأركيد عام 1995، ومن ثم توفرت على منصتي بلاي ستيشن وبلاي ستيشن 2.